# Titan (альбом)
Titan — девятый студийный альбом греческой метал-группы Septicflesh. Был выпущен в Европе 20 июня 2014 года лейблом Season of Mist, в Северной Америке 23 июня лейблом Prosthetic Records. Запись альбома проходила с октября 2013 по январь 2014 года. Гитары, ударные и вокал были записаны в студии Devasoundz Studio, в Афинах. Оркестр и хоры записаны в пражской студии Smecky Studios. Продюсированием альбома занимался Логан Мейдер. Сведение и мастеринг осуществлялись в Лос-Анджелесе.
Альбом был издан в нескольких вариантах, различающихся носителем и содержанием. После выхода Titan попал в чарты нескольких стран. Septicflesh провела тур в поддержку альбома совместно с итальянской дэт-метал-группой Fleshgod Apocalypse.

## Список композиций
Все тексты написаны Сотирисом Вагенасом, вся музыка написана Septicflesh.
| №                   | Название                         | Длительность |
| ------------------- | -------------------------------- | ------------ |
| 1.                  | «War in Heaven»                  | 5:40         |
| 2.                  | «Burn»                           | 3:16         |
| 3.                  | «Order of Dracul»                | 3:32         |
| 4.                  | «Prototype»                      | 5:34         |
| 5.                  | «Dogma»                          | 4:03         |
| 6.                  | «Prometheus»                     | 6:34         |
| 7.                  | «Titan»                          | 3:53         |
| 8.                  | «Confessions of a Serial Killer» | 4:50         |
| 9.                  | «Ground Zero»                    | 3:53         |
| 10.                 | «The First Immortal»             | 3:57         |
| Общая длительность: | Общая длительность:              | 45:20        |

| №                   | Название                   | Длительность |
| ------------------- | -------------------------- | ------------ |
| 1.                  | «Dogma of Prometheus»      | 7:10         |
| 2.                  | «A Prototype in Heaven»    | 4:51         |
| 3.                  | «The First Immortal»       | 3:45         |
| 4.                  | «Order of a Serial Killer» | 3:43         |
| 5.                  | «The Burning»              | 6:00         |
| Общая длительность: | Общая длительность:        | 25:34        |

| №                   | Название                    | Длительность |
| ------------------- | --------------------------- | ------------ |
| 1.                  | «The Vampire From Nazareth» | 5:29         |
| 2.                  | «We, The Gods»              | 4:05         |
| 3.                  | «Pyramid God»               | 6:04         |
| 4.                  | «A Great Mass Of Death»     | 5:19         |
| 5.                  | «Anubis»                    | 4:52         |
| 6.                  | «Persepolis»                | 6:42         |
| 7.                  | «Five-Pointed Star»         | 6:17         |
| Общая длительность: | Общая длительность:         | 38:48        |

## Участники записи
- Спирос Антониу — вокал, бас-гитара
- Христос Антониу — гитара, оркестровки
- Вагенас Сотирис — гитара, вокал, клавишные
- Фотис Бенардо — ударные

## Позиции в чартах
| Страна             | Высшая позиция | И.    |
| ------------------ | -------------- | ----- |
| Бельгия (Валлония) | 99             | [ 7 ] |
| Бельгия (Фландрия) | 154            | [ 7 ] |
| США                | 7              | [ 8 ] |
| Финляндия          | 37             | [ 7 ] |
| Франция            | 193            | [ 7 ] |